# Nesvediva složenost
Nesvediva složenost (NS) je argument od zagovornika inteligentnog dizajna da određeni biološki sistemi su presloženi da proizađu iz evolucije jednostavnijih ili "manje potpunih" prehodnika i da su u isto vrijeme presloženi da nastanu prirodno kroz nasumične mutacije. Ono je jedno od dva glavna argumenta koji podupiru inteligentni dizajn, drugi je određena složenost.
Nasuprot tvrdnjama pobornika inteligentnog dizajna koncenzus znanstvene zajednice je da inteligentni dizajn nije znanost već kreacionizam.